# Les Yeux jaunes des crocodiles
Les Yeux jaunes des crocodiles (internationale titel: The Yellow Eyes of the Crocodiles) is een Franse film, geregisseerd door Cécile Telerman, die in 2014 werd uitgebracht.
De film is gebaseerd op de gelijknamige roman van Katherine Pancol, waarvan wereldwijd meer dan 2,5 miljoen exemplaren werden verkocht. Het scenario werd geschreven door Charlotte de Champfleury en Cécile Telerman.

## Verhaal
Josephine is een introverte historica gespecialiseerd in de middeleeuwen, die met moeite de eindjes aan elkaar kan knopen. Haar man is werkloos en haar oudste van twee dochters vindt haar moeder een mislukkelinge. Josephines zus Iris daarentegen leidt een luxueus leven als de beeldschone echtgenote van een rijke Parijse advocaat.
Om zichzelf belangrijk te maken pocht Iris tijdens een societyfeest tegen haar vrienden dat ze een historische roman gaat schrijven. Wanneer een uitgever haar hierop aanspreekt raakt ze in haar eigen leugens verstrikt. Ze smeekt dan maar haar zuster om de roman voor haar te schrijven en belooft haar de opbrengst van het boek, waarmee Josephine haar schulden zou kunnen betalen, terwijl Iris als "schrijfster" met de eer gaat strijken. De roman wordt een onverwacht succes en zal het leven van de beide zussen en hun onderlinge relatie ingrijpend veranderen.

## Rolverdeling
- Julie Depardieu: Joséphine
- Emmanuelle Béart: Iris
- Alice Isaaz: Hortense, dochter van Joséphine
- Édith Scob: Henriette Grobz, moeder van Joséphine en Iris
- Jacques Weber: Marcel Grobz, echtgenoot van Henriette
- Karole Rocher: Josiane Lambert, secretaresse en maîtresse van Marcel Grobz
- Patrick Bruel: Philippe Dupin, echtgenoot van Iris
- Samuel le Bihan: Antoine Cortès, echtgenoot van Joséphine